# Glaucidium sjostedti
El mochuelo de Sjostedt o mochuelo del Congo (Glaucidium sjostedti) es una especie de ave estrigiforme de la familia Strigidae nativa de África Central: Camerún, República Centroafricana, Congo, República Democrática del Congo, Guinea Ecuatorial, Gabón y Nigeria. Habita el bosque húmedo tropical.  No tiene subespecies reconocidas.